# Чедвик, Линн Расселл
Линн Расселл Чедвик (англ. Lynn Russell Chadwick, 24 ноября 1914, Лондон — 25 апреля 2003, Страуд) — британский скульптор-абстракционист. Один из создателей послевоенного скульптурного  направления геометрия страха.

## Жизнь и творчество
Чедвик известен в первую очередь благодаря своим скульптурам, состоящим из сваренных между собой стальных частей и имеющих много общего с работами американского мастера Александра Колдера. Образование он получил в элитной школе "Merchant Taylor’s School" в Нортвуде (ныне — Лондон). После её окончания уезжает для продолжения учёбы во Францию. С 1933 по 1939 год Чедвик работает в различных лондонских архитектурных фирмах.
В годы Второй мировой войны будущий скульптор служит военным лётчиком в британском королевском флоте. После её окончания Чедвик пробует свои силы как свободный художник — он занимается графикой, акварелью, масляной живописью. Его первые скульптуры появляются также после окончания войны; Чедвик впервые их выставляет в 1949 году, в галерее Ч. и П. Гимпель. В следующем году проходит его первая персональная выставка. В 1952 Чедвик побеждает на конкурсе на тему «Неизвестный политзаключённый» («Unknown Political Prisoner»). Начиная с этого события к мастеру приходит международная известность.
Чедвик был участником многочисленных международных художественных выставок, на которых неоднократно награждался различными призами. В 1955, 1959 и 1964 годах он выставляет свои скульптуры на смотрах современного искусства в Касселе - documenta I, II и III соответственно. В 1952, 1956 и в 1999 годах Чедвик принимает участие в Венецианских биеннале (в 1956 он удостаивается «Гран-при биеннале» в области скульптуры). В 1959 он получает призы на выставке в Падуе, в 1960 — на выставке в Лугано. Коллекции скульптур Л.Чедвика выставлялись в музеях и галереях Лондона, Нью-Йорка, Милана, Вены, Ганновера, Дуйсбурга, Вадуца, Дублина, Ванкувера, Вольфсбурга и др.
В 1964 году скульптор награждается королевой Елизаветой II орденом Британской империи. В 1985 году он получает французский Орден Искусств и литературы.
Последние годы жизни скульптор провёл в городке Страуд, в Глостершире, на границе с Уэльсом. Здесь он создаёт скульптурный парк (Lypiatt Park), которому передаёт некоторые свои работы. Первоначально его довольно жёстко воспринимаемые, подобные мощным животным скульптуры со временем приобретают мягкость, округлость линий и человеческую образность.